# (10428) Wanders
(10428) Wanders (2073 P-L) – planetoida z grupy pasa głównego asteroid okrążająca Słońce w ciągu 4,12 lat w średniej odległości 2,57 j.a. Odkryta 24 września 1960 roku.